# 総和観光
総和観光株式会社（そうわかんこう）は、かつて茨城県古河市に本社を置き、貸切バス・特定バス事業を行っていた企業。日本バス協会傘下の茨城県バス協会会員であった。

## コロナ禍による経営破綻
1998年（平成10年）12月に会社設立。自社でバスガイドも擁し、茨城県古河市の本社営業所のほか、東京都内にも営業所を置いていた。地元企業や学校・地域団体などの送迎輸送をはじめ、ブームとなった訪日外国人旅行客向けインバウンド輸送を手掛け、ピーク時には売上の半分をインバウンド輸送が占め、2018年3月期の年間売上高は約8億6,400万円を計上した。しかしその後は同業他社との競争激化や燃料費高騰を受けて収益が低下し、バス営業所を撤退するなどしていた。
2020年（令和2年）にはコロナ禍によりインバウンド需要が消滅したのみならず、緊急事態宣言発令に伴う外出自粛により国内需要も激減し、翌2021年3月期の年間売上高は約6,800万円まで激減し大幅欠損を計上した。業績悪化の中でも車両を売却したり、行政からの補助金や金融機関からの融資を受けしつつ、事業継続への努力を続けていた。さらに東京オリンピック・パラリンピックの開催が延期され、翌2021年に開催されたものの無観客開催が決定、予定していた会場への送迎輸送の需要も見込めなくなると、いよいよ事業継続の目処が立たなくなった。
2022年1月19日、水戸地方裁判所下妻支部から破産手続き開始決定を受けた。負債額は約7億6,400万円（帝国データバンクによる）。翌2023年（令和5年）12月22日付で清算を結了し解散した。

## 車両
大型バスを中心に、2020年時点で32台の車両を保有していた。しかし車両の大半はリース契約で、資金繰りに窮して自社保有の5台を売却するに至った。
車両のカラーリングは白基調で下部は紺色、車体には金色の文字で平成エンタープライズと同じ「Fantastic Story」のロゴが書かれていた。平成エンタープライズとは会社同士でつながりがあり、過去には類似の車両カラーリングを採用していた。